# Alexander McQueen
Pour les articles homonymes, voir McQueen.
Alexander McQueen, de son nom complet Lee Alexander McQueen, né le 17 mars 1969 à Lewisham à Londres et mort le 11 février 2010 à Mayfair, est un créateur de mode britannique. Il est surnommé, en raison du côté parfois provocateur de certaines de ses collections, l'« Enfant terrible », et à l'instar d'autres créateurs tels que Stella McCartney ou Raf Simons, l'un des plus grands espoirs de la mode lors de sa carrière.

## Biographie

### Parcours
D'une famille modeste de Londres, sa mère  est enseignante et son père a été chauffeur de taxi,. Travaillant dès seize ans en tant qu'apprenti coupeur et tailleur chez Anderson & Sheppard, le tailleur de Savile Row du Prince Charles, puis chez d'autres tailleurs de cette rue de Londres dont Gieves & Hawkes, ainsi qu'à Milan chez Romeo Gigli,, il intègre directement le troisième cycle de la prestigieuse école Central Saint Martins de Londres. Dès 1992, Alexander McQueen se fait remarquer par Isabella Blow qui achète puis publie sa première collection dans les pages du Vogue britannique ; elle l'encourage à changer son prénom de « Lee » pour « Alexander »,. Blow, qui le prend sous son aile, lui restera fidèle jusqu'à sa mort, malgré les divergences : Blow a réellement « construit » la carrière du créateur dès ses débuts, mais celui-ci supporte de moins en moins cet héritage. En mars 1995 a lieu son premier scandale avec sa collection « Le viol de l'Écosse », où ses mannequins portent des vêtements arrachés et des lacérations.
Remplaçant l'étoile montante John Galliano parti chez Dior, Alexander McQueen intègre en 1996 Givenchy où il officie jusqu'en 2001 ; plusieurs fois il lui succèdera : durant ses études à Saint Martin's puis maintenant chez Givenchy où, d'après lui, il sera moins bien traité que Galliano,. Cette même année 1996, il reçoit le prix du « Créateur britannique de l'année » ; pourtant début 1997, sa première collection pour la maison de couture est « massacrée par la critique ». Elle est inspirée par Jason et la toison d'or, faite justement d'or et de blanc uniquement.  « Je sais que c'était nul », dira-t-il au Vogue fin 1997 à propos de celle-ci. Dès juillet de la même année pour son second défilé, il abandonne l'idée de s'appuyer sur les archives de la maison et se recentre sur son propre style plus sombre.  Durant ses années chez Givenchy, il se fait également remarquer par ses déclarations controversées, critiquant ses compatriotes Galliano ou Vivienne Westwood, et présentant le très respecté Hubert de Givenchy comme un couturier « mineur ».
En 1997, il rencontre Anne Ray qui deviendra son amie et le photographiera jusqu'en 2010,,.
C'est sous sa marque qu'Alexander McQueen se distinguera et trouvera la liberté de création et d'expression qu'il a toujours attendue à l'opposé de ses créations chez Givenchy. « Il faut leur donner de l'extravagance ! » dit-il. Ses collections sont ponctuées de scandales, et chacune d'elles possède un thème bien spécifique, comme la rencontre inopinée de pirates naufragés et d'indigènes (collection printemps-été 2003, Irere), ou bien un hommage au film d'Alfred Hitchcock et à Kim Novak (collection automne-hiver 2005, Vertigo). Imprévisible, il se distingue également par la mise en scène de ses défilés, événements théâtraux,, où les mannequins peuvent évoluer tour à tour comme sur une piste de danse (collection printemps-été 2004, Deliverance) ou à la façon de pions de jeux d'échecs (collection automne-hiver 2005, It's Only A Game). Mais c'est sa réinterprétation de La Mort du cygne par Shalom Harlow lors de la collection printemps-été 1999 qui est l'apogée des défilés du créateur anglais qui s'est régulièrement fait remarquer par ses évènements souvent controversés. Toujours en 1999, il crée la robe de mariée de Kate Winslet qui restera dans les annales.
En décembre 2000, le Gucci Group acquiert 51 % des parts de la maison de couture Alexander McQueen. « Passer à l'ennemi » de LVMH (propriétaire de Givenchy) vers le groupe Gucci se fait dans la douleur et les coups bas : ces deux groupes français de luxe sont alors régulièrement en conflit,. Cette « victoire » n'est même pas financière : le prêt-à-porter de McQueen a des résultats décevants depuis des années. Domenico De Sole, qui dirige Gucci, s'exprime pourtant crânement et Tom Ford, alors à la direction artistique du groupe, promet de laisser toute liberté à Alexander McQueen. Yves Carcelle, patron de la division mode de LVMH, fait bonne figure, jusqu'à jouer l'indifférence envers le couturier anglais. Pourtant, voilà un moment déjà que le conflit personnel entre Bernard Arnault et Alexander McQueen couvait, sur fond de tensions autour du financement de sa propre marque,. Début 2001, le défilé Givenchy à Bercy, le dernier signé McQueen, est annulé.
Depuis l'hiver 2002, jusqu'à sa mort en 2010, Alexander McQueen dessinait aussi des collections masculines. Parmi les autres activités de sa maison, deux parfums féminins sont créés : Kingdom et MyQueen. Il a également dessiné un sac, nommé Novak en hommage au style, simple et sobre, de Kim Novak. Ce nom est également un clin d'œil aux sacs de la maison Hermès (le Kelly et le Birkin) et entend conférer au Novak un statut d'objet culte, et non pas de sac renouvelable chaque saison. Il reçoit en 2003 le prix international du Conseil des créateurs de mode américains.
Le 10 mars 2009, son défilé The Horn of Plenty (« La corne d'abondance ») résonne avec la crise économique de l'époque : « Alexander McQueen montre à la mode ce qu'elle est devenue : une caricature de féminité outrancière, coupée de la réalité, surnommant les névroses consuméristes ». Le 6 octobre 2009, son défilé suivant est sur le thème de l'Atlantide (« Plato's Atlantis »). Son dernier show, The Bone Collector (« Le fossoyeur »), a lieu en janvier 2010. Durant sa carrière, ce créateur « surdoué », torturé et arrogant aura alterné des défilés de vulgaire au baroque, du provocant au « flamboyant »,.
Alexander McQueen se suicide par pendaison, chez lui à Mayfair, le 11 février 2010, la veille des obsèques de sa mère.
En hommage à Alexander McQueen, Laure Shang Wen Ji lui dédie la chanson To McQueen. Lady Gaga qui est très proche de lui et qui admire son travail lui rend hommage en 2010 aux Brit Awards, en lui dédiant son interprétation de Telephone.

### Collaborations

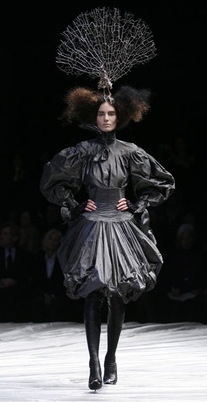
Création 2008 Alexander McQueen, The girl who lived in the tree, chapeau Philip Treacy.

Alexander McQueen collabore avec d'autres artistes, qu'ils fassent partie du monde de la mode, ou pas. On peut citer, entre autres, David Bowie, pour lequel il créa de nombreux costumes de scène (notamment la redingote taillée dans un drapeau du Royaume-Uni), le modiste Philip Treacy (en), ou le non conventionnel joaillier Shaun Leane ainsi que la chanteuse Lady Gaga qui porte une robe ainsi que des chaussures Alexander McQueen dans son clip Bad Romance, Vanessa Beecroft (avec laquelle il collabore pour VB47, au Peggy Guggenheim Museum, à Venise). Il travaille aussi avec la chanteuse Björk, pour qui il réalise le clip de Alarm Call, et de nombreuses robes (citons : la robe de mariée de Pagan Poetry, constellée de perles, une rouge avec des plumes d'autruche et des lames de verre qu'elle porte durant la tournée Vespertine, et celle qu'elle arbore à la cérémonie des Fashion Rocks, ou encore la robe faite de chaînes que porte la chanteuse Céline Dion dans son spectacle A New Day, à Las Vegas). Alexander McQueen collabore par ailleurs avec la danseuse Sylvie Guillem, le metteur en scène Robert Lepage et le chorégraphe Russel Maliphant en réalisant les costumes du spectacle Eonnagata, dont la première a lieu au théâtre Sadlers Wells de Londres en mars 2009. Le film Guillem, sur le fil retrace les répétitions du spectacle depuis ses prémices jusqu'à la première Londonienne. On y voit Alexander McQueen créer les costumes des trois artistes, comme s'il sculptait leurs corps.
En 2006, Alexander McQueen travaille avec la maison Boucheron pour créer une version Haute joaillerie limitée et numérotée de son sac emblématique Novak, en utilisant le motif fétiche du serpent Boucheron comme fermoir. Enfin, Alexander McQueen signe également un contrat avec la marque de vêtements sport Puma afin de dessiner des collections limitées, aux lignes haut de gamme, dans les années 2010.

## Vie privée
McQueen est ouvertement homosexuel. Il contracte une union civile avec son compagnon George Forsyth en 2000 à Ibiza.

## Documentaires

### Filmographie
- Loïc Prigent, Le testament d'Alexander McQueen, documentaire télévisé, France, 2015 ; Arte[29].
- Ian Bonhôte, Peter Ettedgui, McQueen, documentaire sorti en 2018.